# Гликирование
Глики́рование, или неферментативное гликозилирование, — реакция между восстанавливающими углеводами (глюкоза, фруктоза и др.) и свободными аминогруппами белков, липидов и нуклеиновых кислот живого организма, протекающая без участия ферментов. Гликирование — это частный случай реакции Майяра. Неферментативное гликозилирование белков является ключевым механизмом повреждения тканей при сахарном диабете.

## Стадии
Гликирование проходит в несколько этапов. Сначала между восстанавливающей (открытой) формой сахара и аминогруппой другой молекулы в ходе обратимой реакции образуется основание Шиффа. Это соединение в результате обратимой изомеризации превращается в более стойкий продукт Амадори, или фруктозамин. Основания Шиффа и продукты Амадори относят к ранним продуктам гликирования. Количество модифицированных таким образом белков организма (например, гемоглобина крови) пропорционально концентрации глюкозы или иного восстанавливающего сахара в окружающей их среде: количество модифицированных белков увеличивается при повышении уровня глюкозы в крови и уменьшается при его понижении.
Продукты Амадори, однако, могут претерпевать серию медленных необратимых перестроек с образованием так называемых поздних, или конечных, продуктов гликирования (ППГ). Количество белков, модифицированных ППГ, не уменьшается при понижении уровня глюкозы и только растёт со временем. Более того, некоторые из ППГ могут формировать ковалентные связи (сшивки) с аминогруппами других белковых молекул.

## Влияние гликирования на работу белков
Гликирование белков может нарушать их функционирование и приводить к патологическим последствиям. Гликирование гемоглобина (HbA1c) широко используется как кумулятивный показатель содержания глюкозы в крови при диагностике диабета.

## Гликированный гемоглобин
Глики́рованный гемоглобин, гликозилированный гемоглобин или гликогемоглобин (обозначение: HbA1c, гемоглобин A1c) — это биохимический показатель крови, который отражает среднее содержание сахара в крови за три месяца. Почему именно 3 месяца? Потому что время жизни эритроцитов, содержащих гемоглобин, равно примерно 120—125 суткам, затем для точности результата отнимаются 30 суток[уточнить], получается 3 месяца.
Гликированный гемоглобин показывает уровень гликемии за 3 месяца. Если уровень сахара в течение 3 месяцев был высокий, то и уровень HbA1c будет высоким. По этому показателю эндокринолог может определить, какое у пациента течение сахарного диабета.